# Wu’an (ort i Kina, Hubei Sheng, lat 31,68, long 112,00)
Wu'an är en ort i Kina. Den ligger i provinsen Hubei, i den centrala delen av landet, omkring 250 kilometer nordväst om provinshuvudstaden Wuhan. Antalet invånare är 101 101. Befolkningen består av 50 139 kvinnor och 50 962 män. Barn under 15 år utgör 12,0 %, vuxna 15-64 år 78 %, och äldre över 65 år 8,0 %.
Runt Wu'an är det ganska tätbefolkat, med 199 invånare per kvadratkilometer. Wu'an är det största samhället i trakten. Trakten runt Wu'an består till största delen av jordbruksmark.
Genomsnittlig årsnederbörd är 1 060 millimeter. Den regnigaste månaden är augusti, med i genomsnitt 176 mm nederbörd, och den torraste är december, med 19 mm nederbörd.